# Grand Prix Japonii 2008
Wyniki Grand Prix Japonii, szesnastej rundy Mistrzostw Świata Formuły 1 w sezonie 2008.

## Wyniki

### Sesje treningowe
| Sesja | Nr | Kierowca       | Konstruktor      | Czas     | Okr. |
| ----- | -- | -------------- | ---------------- | -------- | ---- |
| 1     | 22 | Lewis Hamilton | McLaren-Mercedes | 1:18.910 | 23   |
| 2     | 12 | Timo Glock     | Toyota           | 1:18.383 | 44   |
| 3     | 4  | Robert Kubica  | BMW Sauber       | 1:25.087 | 19   |

### Kwalifikacje
| 1 | 22 | Lewis Hamilton       | McLaren-Mercedes    | 1:18.071 | 1:17.462 | 1:18.404 |
| 2 | 1 | Kimi Räikkönen       | Ferrari             | 1:18.160 | 1:17.733 | 1:18.644 |
| 3 | 23 | Heikki Kovalainen    | McLaren-Mercedes    | 1:18.220 | 1:17.360 | 1:18.821 |
| 4 | 5 | Fernando Alonso      | Renault             | 1:18.290 | 1:17.871 | 1:18.852 |
| 5 | 2 | Felipe Massa         | Ferrari             | 1:18.110 | 1:17.287 | 1:18.874 |
| 6 | 4 | Robert Kubica        | BMW Sauber          | 1:18.684 | 1:17.931 | 1:18.979 |
| 7 | 11 | Jarno Trulli         | Toyota              | 1:18.501 | 1:17.541 | 1:19.026 |
| 8 | 12 | Timo Glock           | Toyota              | 1:17.945 | 1:17.670 | 1:19.118 |
| 9 | 15 | Sebastian Vettel     | Toro Rosso-Ferrari  | 1:18.559 | 1:17.714 | 1:19.638 |
| 10 | 14 | Sébastien Bourdais   | Toro Rosso-Ferrari  | 1:18.593 | 1:18.102 | 1:20.167 |
| 11 | 9 | David Coulthard      | Red Bull-Renault    | 1:18.303 | 1:18.187 |          |
| 12 | 6 | Nelson Piquet Jr.    | Renault             | 1:18.300 | 1:18.274 |          |
| 13 | 10 | Mark Webber          | Red Bull-Renault    | 1:18.372 | 1:18.354 |          |
| 14 | 8 | Kazuki Nakajima      | Williams-Toyota     | 1:18.640 | 1:18.594 |          |
| 15 | 7 | Nico Rosberg         | Williams-Toyota     | 1:18.740 | 1:18.672 |          |
| 16 | 3 | Nick Heidfeld        | BMW Sauber          | 1:18.835 |          |          |
| 17 | 17 | Rubens Barrichello   | Honda               | 1:18.882 |          |          |
| 18 | 16 | Jenson Button        | Honda               | 1:19.100 |          |          |
| 19 | 20 | Adrian Sutil         | Force India-Ferrari | 1:19.163 |          |          |
| 20 | 21 | Giancarlo Fisichella | Force India-Ferrari | 1:19.910 |          |          |
| Poz. | Nr | Kierowca             | Konstruktor         | Q1       | Q2       | Q3       |
| \| Legenda \| Legenda \| \| ---------------- \| -------------------------------------------------------------------------------------------------------------------------------------------------------------------------------------------------------- \| \| Poz. Nr Q1 Q2 Q3 \| Pozycja zajęta w sesji kwalifikacyjnej Numer startowy kierowcy Wynik uzyskany w pierwszej części kwalifikacji Wynik uzyskany w drugiej części kwalifikacji Wynik uzyskany w trzeciej części kwalifikacji \| | |                      |                     |          |          |          |
| Legenda | |                      |                     |          |          |          |
| Poz. Nr Q1 Q2 Q3 | Pozycja zajęta w sesji kwalifikacyjnej Numer startowy kierowcy Wynik uzyskany w pierwszej części kwalifikacji Wynik uzyskany w drugiej części kwalifikacji Wynik uzyskany w trzeciej części kwalifikacji |                      |                     |          |          |          |

### Wyścig

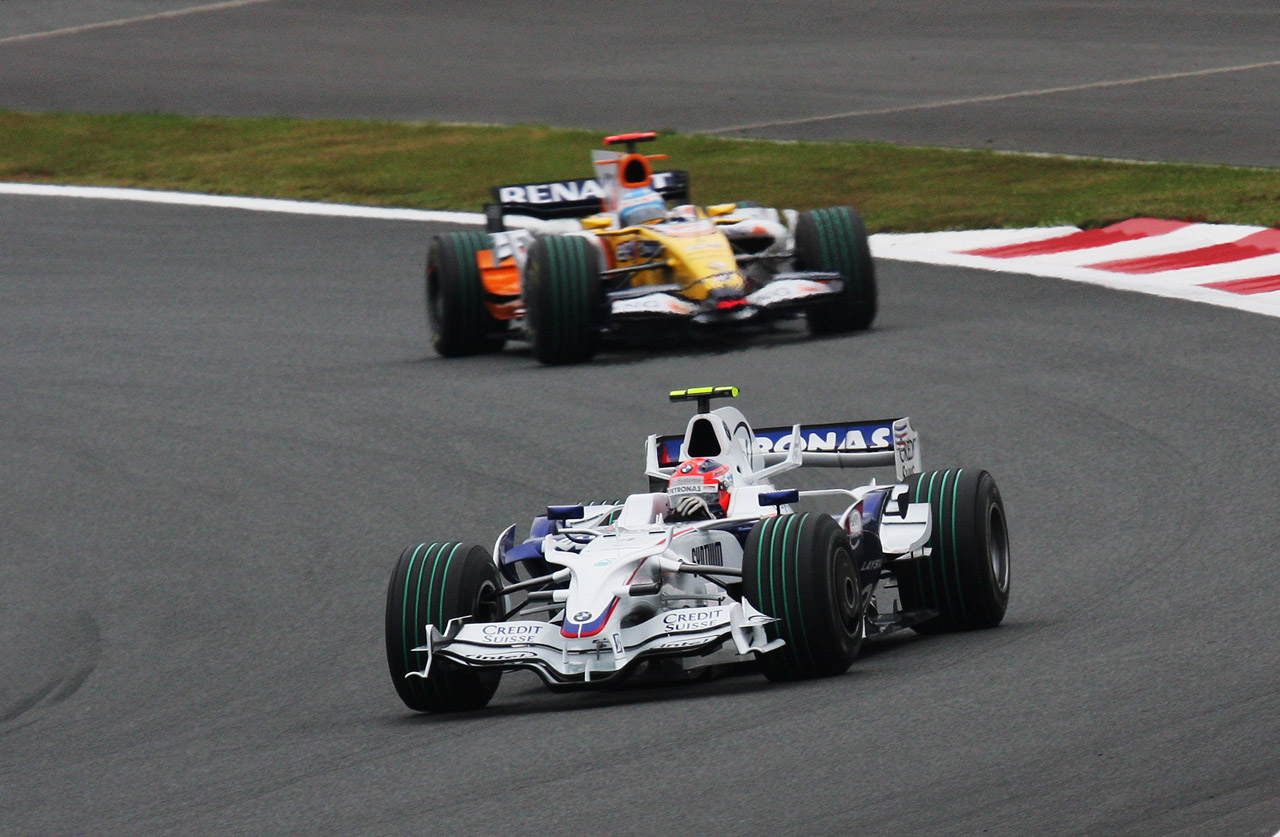
Robert Kubica na prowadzeniu przed Fernando Alonso

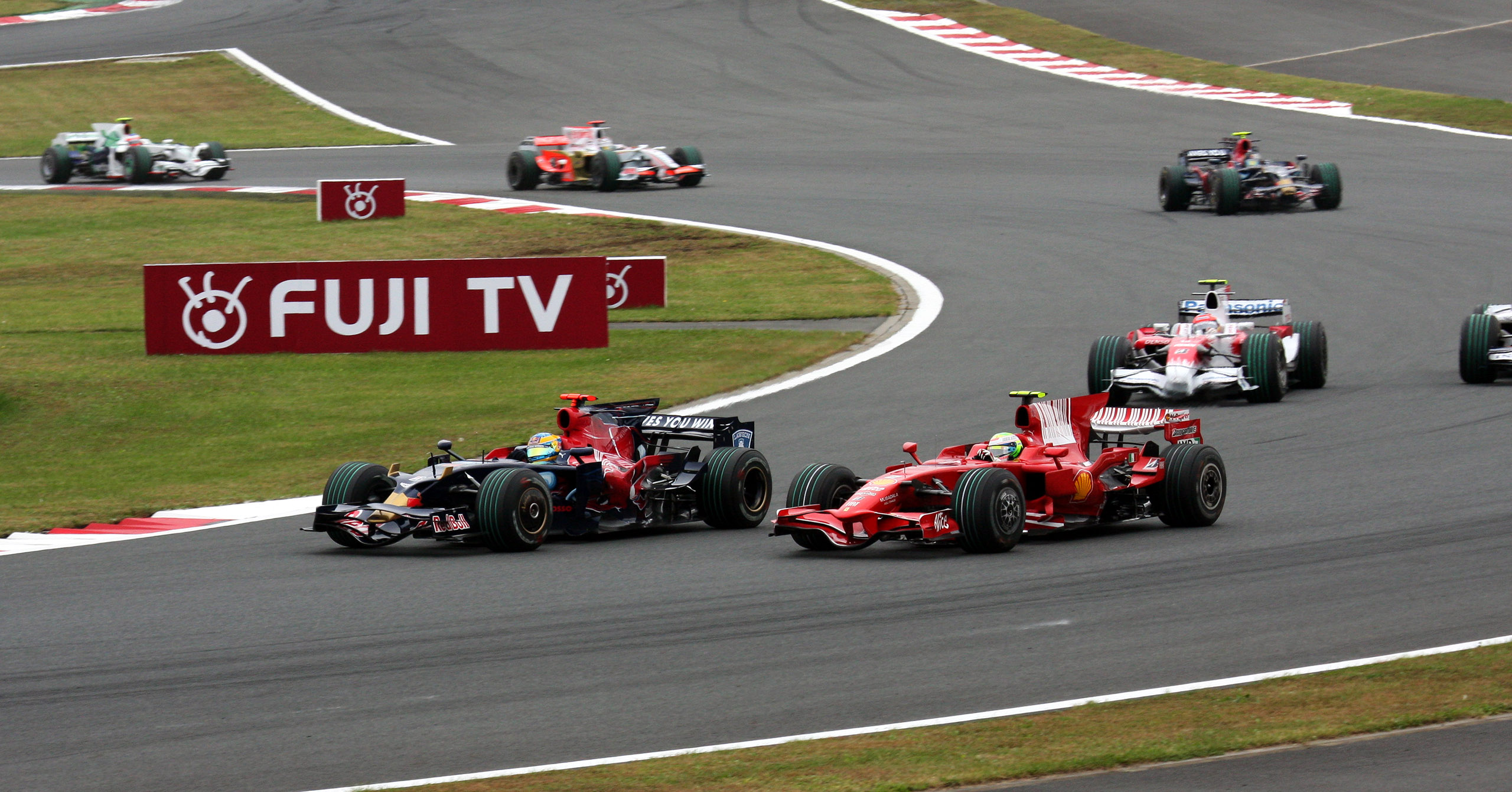
Sébastien Bourdais i Felipe Massa podczas wyścigu

| P                 | + / –     | Nr | Kierowca             | Konstruktor         | Okr. | Czas / Strata | Komentarz       |
| ----------------- | --------- | -- | -------------------- | ------------------- | ---- | ------------- | --------------- |
| 1                 | 3         | 5  | Fernando Alonso      | Renault             | 67   | 1h30:21.892   |                 |
| 2                 | 4         | 4  | Robert Kubica        | BMW Sauber          | 67   | +0:05.283     |                 |
| 3                 | 1         | 1  | Kimi Räikkönen       | Ferrari             | 67   | +0:06.400     |                 |
| 4                 | 8         | 6  | Nelson Piquet Jr.    | Renault             | 67   | +0:20.570     |                 |
| 5                 | 2         | 11 | Jarno Trulli         | Toyota              | 67   | +0:23.767     |                 |
| 6                 | 3         | 15 | Sebastian Vettel     | Toro Rosso-Ferrari  | 67   | +0:39.207     |                 |
| 7                 | 2         | 2  | Felipe Massa         | Ferrari             | 67   | +0:46.158     | [ 1 ]           |
| 8                 | 5         | 10 | Mark Webber          | Red Bull-Renault    | 67   | +0:50.811     |                 |
| 9                 | 7         | 3  | Nick Heidfeld        | BMW Sauber          | 67   | +0:54.120     |                 |
| 10                | Bez zmian | 14 | Sébastien Bourdais   | Toro Rosso-Ferrari  | 67   | +0:59.085     | [ 2 ]           |
| 11                | 4         | 7  | Nico Rosberg         | Williams-Toyota     | 67   | +1:02.096     |                 |
| 12                | 11        | 22 | Lewis Hamilton       | McLaren-Mercedes    | 67   | +1:18.900     | [ 3 ]           |
| 13                | 4         | 17 | Rubens Barrichello   | Honda               | 66   | +1 okr.       |                 |
| 14                | 4         | 16 | Jenson Button        | Honda               | 66   | +1 okr.       |                 |
| 15                | 1         | 8  | Kazuki Nakajima      | Williams-Toyota     | 66   | +1 okr.       |                 |
| Niesklasyfikowani |           |    |                      |                     |      |               |                 |
|                   |           | 21 | Giancarlo Fisichella | Force India-Ferrari | 22   |               | skrzynia biegów |
|                   |           | 23 | Heikki Kovalainen    | McLaren-Mercedes    | 17   |               | silnik          |
|                   |           | 20 | Adrian Sutil         | Force India-Ferrari | 9    |               | przebita opona  |
|                   |           | 12 | Timo Glock           | Toyota              | 7    |               | zawieszenie     |
|                   |           | 9  | David Coulthard      | Red Bull-Renault    | 0    |               | wypadek         |
| P                 | + / –     | Nr | Kierowca             | Konstruktor         | Okr. | Czas / Strata | Komentarz       |

### Najszybsze okrążenie
| Nr | Kierowca     | Konstruktor | Czas     | Okr. |
| -- | ------------ | ----------- | -------- | ---- |
| 2  | Felipe Massa | Ferrari     | 1:18.426 | 55   |

## Lista startowa
| Nr | Kierowca             | Zespół                    | Samochód           | Silnik                    | Opony |
| -- | -------------------- | ------------------------- | ------------------ | ------------------------- | ----- |
| 1  | Kimi Räikkönen       | Scuderia Ferrari Marlboro | Ferrari F2008      | Ferrari 056 2,4l V8       | B     |
| 2  | Felipe Massa         | Scuderia Ferrari Marlboro | Ferrari F2008      | Ferrari 056 2,4l V8       | B     |
| 3  | Nick Heidfeld        | BMW Sauber F1 Team        | BMW F1.08          | BMW P86/8 2,4l V8         | B     |
| 4  | Robert Kubica        | BMW Sauber F1 Team        | BMW F1.08          | BMW P86/8 2,4l V8         | B     |
| 5  | Fernando Alonso      | ING Renault F1 Team       | Renault R28        | Renault RS27-2008 2,4l V8 | B     |
| 6  | Nelson Piquet Jr.    | ING Renault F1 Team       | Renault R28        | Renault RS27-2008 2,4l V8 | B     |
| 7  | Nico Rosberg         | AT&T Williams F1 Team     | Williams FW30      | Toyota RVX-08 2,4l V8     | B     |
| 8  | Kazuki Nakajima      | AT&T Williams F1 Team     | Williams FW30      | Toyota RVX-08 2,4l V8     | B     |
| 9  | David Coulthard      | Red Bull Racing           | Red Bull RB4       | Renault RS27-2008 2,4l V8 | B     |
| 10 | Mark Webber          | Red Bull Racing           | Red Bull RB4       | Renault RS27-2008 2,4l V8 | B     |
| 11 | Jarno Trulli         | Panasonic Toyota Racing   | Toyota TF108       | Toyota RVX-08 2,4l V8     | B     |
| 12 | Timo Glock           | Panasonic Toyota Racing   | Toyota TF108       | Toyota RVX-08 2,4l V8     | B     |
| 14 | Sébastien Bourdais   | Scuderia Toro Rosso       | Toro Rosso STR02B  | Ferrari 056 2,4l V8       | B     |
| 15 | Sebastian Vettel     | Scuderia Toro Rosso       | Toro Rosso STR02B  | Ferrari 056 2,4l V8       | B     |
| 16 | Jenson Button        | Honda Racing F1 Team      | Honda RA108        | Honda RA808E 2,4l V8      | B     |
| 17 | Rubens Barrichello   | Honda Racing F1 Team      | Honda RA108        | Honda RA808E 2,4l V8      | B     |
| 20 | Adrian Sutil         | Force India F1 Team       | Force India VJM-01 | Ferrari 056 2,4l V8       | B     |
| 21 | Giancarlo Fisichella | Force India F1 Team       | Force India VJM-01 | Ferrari 056 2,4l V8       | B     |
| 22 | Lewis Hamilton       | Vodafone McLaren Mercedes | McLaren MP4-23     | Mercedes FO108V 2,4l V8   | B     |
| 23 | Heikki Kovalainen    | Vodafone McLaren Mercedes | McLaren MP4-23     | Mercedes FO108V 2,4l V8   | B     |
| Nr | Kierowca             | Zespół                    | Samochód           | Silnik                    | Opony |

## Klasyfikacja po wyścigu

### Kierowcy
| P  | +/− | Kierowca             | Starty | Punkty | P1 | P2 | P3 | PP | NO | NS |
| -- | --- | -------------------- | ------ | ------ | -- | -- | -- | -- | -- | -- |
| 1  | 0   | Lewis Hamilton       | 16     | 84     | 4  | 2  | 3  | 6  | -  | 1  |
| 2  | 0   | Felipe Massa         | 16     | 79     | 5  | 1  | 2  | 5  | 2  | 2  |
| 3  | 0   | Robert Kubica        | 16     | 72     | 1  | 3  | 3  | 1  | -  | 2  |
| 4  | 0   | Kimi Räikkönen       | 16     | 63     | 2  | 2  | 3  | 2  | 10 | 2  |
| 5  | 0   | Nick Heidfeld        | 16     | 56     | -  | 4  | -  | -  | 2  | -  |
| 6  | 0   | Heikki Kovalainen    | 16     | 51     | 1  | 1  | 1  | 1  | 2  | 2  |
| 7  | 0   | Fernando Alonso      | 16     | 48     | 2  | -  | -  | -  | -  | 3  |
| 8  | 0   | Sebastian Vettel     | 16     | 30     | 1  | -  | -  | 1  | -  | 6  |
| 9  | 0   | Jarno Trulli         | 16     | 30     | -  | -  | 1  | -  | -  | 2  |
| 10 | +1  | Mark Webber          | 16     | 21     | -  | -  | -  | -  | -  | 3  |
| 11 | −1  | Timo Glock           | 16     | 20     | -  | 1  | -  | -  | -  | 4  |
| 12 | +1  | Nelson Piquet Jr.    | 16     | 18     | -  | 1  | -  | -  | -  | 8  |
| 13 | −1  | Nico Rosberg         | 16     | 17     | -  | 1  | 1  | -  | -  | 2  |
| 14 | 0   | Rubens Barrichello   | 16     | 11     | -  | -  | 1  | -  | -  | 5  |
| 15 | 0   | Kazuki Nakajima      | 16     | 9      | -  | -  | -  | -  | -  | 2  |
| 16 | 0   | David Coulthard      | 16     | 8      | -  | -  | 1  | -  | -  | 4  |
| 17 | 0   | Sébastien Bourdais   | 16     | 4      | -  | -  | -  | -  | -  | 4  |
| 18 | 0   | Jenson Button        | 16     | 3      | -  | -  | -  | -  | -  | 4  |
| 19 | 0   | Giancarlo Fisichella | 16     | -      | -  | -  | -  | -  | -  | 7  |
| 20 | 0   | Adrian Sutil         | 16     | -      | -  | -  | -  | -  | -  | 10 |
| 21 | 0   | Takuma Satō          | 4      | -      | -  | -  | -  | -  | -  | 1  |
| 22 | 0   | Anthony Davidson     | 4      | -      | -  | -  | -  | -  | -  | 2  |
| P  | +/− | Kierowca             | Starty | Punkty | P1 | P2 | P3 | PP | NO | NS |

### Konstruktorzy
| P  | +/− | Konstruktor         | Starty | Punkty | P1 | P2 | P3 | PP | NO | NS |
| -- | --- | ------------------- | ------ | ------ | -- | -- | -- | -- | -- | -- |
| 1  | +1  | Ferrari             | 32     | 142    | 7  | 3  | 5  | 7  | 12 | 4  |
| 2  | −1  | McLaren-Mercedes    | 32     | 135    | 5  | 3  | 4  | 7  | 2  | 3  |
| 3  | 0   | BMW Sauber          | 32     | 128    | 1  | 7  | 3  | 1  | 2  | 2  |
| 4  | 0   | Renault             | 32     | 66     | 2  | 1  | -  | -  | -  | 11 |
| 5  | 0   | Toyota F1           | 32     | 50     | -  | 1  | 1  | -  | -  | 6  |
| 6  | 0   | Toro Rosso-Ferrari  | 32     | 34     | 1  | -  | -  | 1  | -  | 10 |
| 7  | 0   | Red Bull-Renault    | 32     | 29     | -  | -  | 1  | -  | -  | 7  |
| 8  | 0   | Williams-Toyota     | 32     | 26     | -  | 1  | 1  | -  | -  | 4  |
| 9  | 0   | Honda               | 32     | 14     | -  | -  | 1  | -  | -  | 9  |
| 10 | 0   | Force India-Ferrari | 32     | -      | -  | -  | -  | -  | -  | 17 |
| 11 | 0   | Super Aguri-Honda   | 8      | -      | -  | -  | -  | -  | -  | 3  |
| P  | +/− | Konstruktor         | Starty | Punkty | P1 | P2 | P3 | PP | NO | NS |

## Prowadzenie w wyścigu
| Nr                              | Kierowca           | Okrążenia           | Suma |
| ------------------------------- | ------------------ | ------------------- | ---- |
| 5                               | Fernando Alonso    | 17-18, 29-43, 53-67 | 32   |
| 4                               | Robert Kubica      | 1-16, 44-45         | 18   |
| 6                               | Nelson Piquet Jr.  | 25-28, 50-52        | 7    |
| 11                              | Jarno Trulli       | 19-21, 49           | 4    |
| 14                              | Sébastien Bourdais | 22-24               | 3    |
| 1                               | Kimi Räikkönen     | 46-48               | 3    |
| \| Wykres \| \| ------ \| \| \| |                    |                     |      |
| Wykres                          |                    |                     |      |
|                                 |                    |                     |      |